# 堀直樹
堀 直樹（ほり なおき、1961年1月27日 ‐ ）は、日本の銀行家。
三菱UFJ銀行の取締役会長（代表取締役）CAO（監査部担当）を務める。

## 来歴
1961年奈良県生まれ。1979年に東大寺学園高等学校を、1983年に京都大学法学部を卒業し、同年三和銀行（現・三菱UFJ銀行）に入行した。
2010年に三菱東京UFJ銀行および三菱UFJフィナンシャル・グループ執行役員、2013年に三菱東京UFJ銀行常務執行役員、2016年に三菱UFJフィナンシャル・グループ常務執行役員、三菱東京UFJ銀行常務取締役に就任した。2017年に三菱東京UFJ銀行取締役専務執行役員、2018年（4月「三菱UFJ銀行」に商号変更）、三菱UFJフィナンシャル・グループ執行役専務。
2019年に三菱UFJ銀行取締役副頭取執行役員を経て、2021年に三菱UFJ銀行取締役会長および三菱UFJフィナンシャル・グループ常務執行役員に就任（現在に至る）。